# Арцыбашев, Дмитрий Александрович
Дми́трий Алекса́ндрович Арцыба́шев (Арцыбушев) (1803 или 1804 — 1831) — член декабристского общества, автор военно-исторических исследований.

## Биография
Родился в семье гвардии капитана А. Д. Арцыбашева, владевшего имением Турово в Московской губернии.
Воспитывался в Московском университетском пансионе. В службу вступил юнкером в лейб-гвардии Кавалергардский полк 27 февраля 1820 года; эстандарт-юнкер — с 25 декабря 1820, корнет — с 5 апреля 1823 года.
С 1825 года был членом петербургской ячейки Южного общества и Северного общества. В «Алфавите Боровкова» указано, что 

в совещаниях общества не был и вообще никакого участия в действиях оного не принимал. За три дня до 14 декабря Оболенский, пригласивший его к себе, говоря, что другой раз присягать не надобно, спрашивал: «Можно ли надеяться на Кавалергардский полк?», но, получив отрицательный ответ, далее не открывал ему планов своих
В день восстания он был с полком на Сенатской площади; в ночь с 14 на 15 декабря «рапортовался больным сильною лихорадкою». Был арестован на своей квартире в Санкт-Петербурге 19 декабря 1825 года. 16 февраля 1826 года был доставлен в Петропавловскую крепость и помещён в № 1 Васильевской куртины. 11 июня Высочайше повелено, продержав ещё месяц в крепости, отправить в Таманский гарнизонный полк и ежемесячно доносить о поведении.
Участвовал в русско-персидской и русско-турецкой (1828—1829) войнах, участвовал во взятии Анапы, Баязета и Эрзурума; был награждён серебряной медалью за русско-турецкую войну. В 1828 году был произведён в прапорщики. В октябре 1827 года он начал писать свои записки по истории черноморского казачества. Также он описывал военные действия на Кавказе в 1828—1831 годах, свидетелем которых был сам.
В 1830 году значится подпоручиком Нашебургского пехотного полка, из списков которого был исключен, уже в чине поручика, в приказе от 11 ноября 1831 года.
6 декабря 1830 года Д. А. Арцыбашев получил отпуск на два месяца для свидания с родственниками и устройства дел своих в Тульской и Московской губерниях. По одной версии, возвращаясь из отпуска вместе с двумя своими крепостными крестьянами, в Екатеринодаре он заболел злокачественной лихорадкой и умер 11 ноября 1831 года[по какому календарю?]; был похоронен в общей могиле Всесвятского кладбища. По версии смотрителя кладбища И. Г. Федоренко, Арцыбашев был похоронен на участке № 5.